# Діана де Пуатьє
Діана де Пуатьє (фр. Diane de Poitiers; 3 вересня 1499 (за іншими відомостями, 9 січня 1500) — графиня Сен-Вальє, герцогиня де Валентинуа. Понад 20 років була коханкою та офіційною фавориткою короля Генріха ІІ Французького. Будучи наділеною гострим почуттям влади та маючи фінансові інтереси, вона має великий вплив на короля, котрий щиро любить її, хоча вона на 20 років старша за нього. За час його правління (1547—1559) отримала велику кількість подарунків та почестей.

## Життєпис

### Походження та шлюб
Донька Жана де Пуатьє, віконта естуальського, лорда Сен-Вальє, та Жанни де Батарне. Її батьки були наближеними до королівського двору. Дід Діани, Еймар де Пуатьє, був одружений з Марі, позашлюбною донькою короля Людовика ХІ, а дід по материнській лінії — Імбер Батарне — був близьким другом цього самого короля. Попри здогади деяких істориків рід де Пуатьє має прованське походження і ніяк не пов'язаний з родом графа Пуату. Діана народилася в регіоні Дофіне, де її батько мав землі. Місце народження досі не визначене: відомо, що Діана де Пуатьє народилася 9 січня 1505 року в Сен-Валь-сюр-Рон чи то в місцевості Етуаль.
Жанна де Батарне померла в 1505 році і залишила свою дочку під опікою Анни де Боже, дочки Людовика XI. У 13-річному віці її видали за Луї де Брезе, графа де Мольвріє (його мати була позашлюбною донькою Карла VII і Агнеси Сорель). Її чоловік помер 23 липня 1531 року, залишивши Діану вдовою у віці 31 року. Вона поставила для свого чоловіка величну усипальницю в соборі Нотр-Дам в Руані і до кінця життя носила за ним жалобу. Навіть ставши фавориткою короля, в гардеробі Діана завжди обмежувалася білим і чорним. Незважаючи на цю демонстрацію вічної скорботи, за словами історика Ф. Ерланже, краса Діани чимало прислужилася її батькові, лорду де Сен-Вальє. Беручи участь в бунті на стороні конетабля де Бурбона, він виступав на боці заколотників. Трибунал засудив його до смерті через відсікання голови. Заливаючись слізьми, Діана кинулася до ніг короля Франциска і благала його про помилування. Сльози, пролиті з таких прекрасних очей, зробили свою справу: Франциск I, зворушений красою і горем доньки, помилував заколотника-батька.

### Зустріч з Генріхом
Зустріч Генріха і Діани відбулася, коли йому було 7 років: він разом зі старшим братом вирушав у заручники замість свого батька Франциска, і Діана, якій тоді було 26, поцілувала хлопчика в чоло. З тих пір він став її лицарем і, повернувшись через 4 роки з полону, запалився пристрастю до неї. На жаль для Діани, Генріх був молодшим сином короля тому не міг претендувати на корону. Але незабаром після смерті малолітнього Франциска Дофіном Франції став герцог Орлеанський, і Діана, його коханка, розділила владу при дворі з герцогинею д'Етамп, фавориткою Франциска I. Хоча Діана була старша за суперницю на 10 років, вона засліплювала красою, якій не судилося змарніти. Французький придворний хронікер П'єр де Бурдейль, який бачив її незадовго до смерті, запевняв, що вона досі прекрасна. Даремно герцогиня д'Етамп і її прихильники жартували з приводу віку прекрасної вдови, називаючи її прізвиськом «Старий гриб»: вплив Діани зростав з кожним днем. Король Генріх ІІ перебував під впливом своєї коханки Діани понад 20 років і весь цей час носив її кольори: білий і чорний, прикрашав свої персні та одяг монограмою «DH» (Diane (Діана) — Henri (Генріх)).

### Фаворитка короля
Сходження на престол Генріха ІІ ознаменувало епоху тріумфу Діани де Пуатьє. З усіх жінок в оточенні короля Діана мала на нього найбільший вплив.